# Niemysłów
Niemysłów – wieś (dawniej miasto) w Polsce położona w województwie łódzkim, w powiecie poddębickim, w gminie Poddębice. Położona w odległości ok. 13 km na zachód od Poddębic.
Niemysłów uzyskał lokację miejską przed 1563 rokiem, zdegradowany przed 1580 rokiem. Wieś arcybiskupstwa gnieźnieńskiego w powiecie szadkowskim województwa sieradzkiego w końcu XVI wieku.
Do 1937 roku istniała gmina Niemysłów. W latach 1954–1972 wieś należała i była siedzibą władz gromady Niemysłów. W latach 1975–1998 miejscowość administracyjnie należała do województwa sieradzkiego.
| SIMC    | Nazwa        | Rodzaj    |
| ------- | ------------ | --------- |
| 0710919 | Byków        | część wsi |
| 0710925 | Fiki         | część wsi |
| 0710931 | Kwiatkowizna | część wsi |
| 0710948 | Piaski       | część wsi |
| 0989838 | Żabieniec    | część wsi |

## Historia
Pierwsza wzmianka z 1262 roku świadczy, iż miejscowość ta była własnością biskupów gnieźnieńskich. Odtąd, aż do XIX w. Niemysłów należał do dóbr arcybiskupów.
7 września 1939 wkraczający do wsi żołnierze Wehrmachtu podpalili zabudowania i zamordowali 22 mieszkańców wsi.

## Zabytki
We wsi znajduje się kościół parafialny pw. św. Michała Archanioła, zbudowany z drewna w końcu XVII w., przemurowany w cegle w 1880 roku z zachowaniem planu i kształtów drewnianego kościoła, z kaplicą murowaną Aniołów Stróżów z I poł. XVII w. Wewnątrz pięć ołtarzy o wystroju barokowym. Krucyfiks w tęczy z XVII w., dwie monstrancje także z XVII w. Kielich gotycko-renesansowy oraz dwa inne kielichy z początku XVII w.
W 1917 roku w pobliżu kościoła wzniesiono pomnik Tadeusza Kościuszki. Postać naczelnika wykonana została w naturalnej wielkości w czerwonym kamieniu. W 1940 roku pomnik ukryto przed Niemcami. W 1948 roku ustawiono go ponownie na placu przed remizą strażacką.
Według rejestru zabytków NID na listę zabytków wpisany jest obiekt:
- kaplica pw. Anioła Stróża, 1 poł. XVII w., nr rej.: 709 z 6.10.1967